# Suryamati
Suryamati – gaun wikas samiti w środkowej części Nepalu w strefie Bagmati w dystrykcie Nuwakot. Według nepalskiego spisu powszechnego z 2001 roku liczył on 685 gospodarstw domowych i 4047 mieszkańców (2096 kobiet i 1951 mężczyzn).